# Liste d'élèves du Centre de formation des journalistes
 (octobre 2023).
La mise en forme du texte ne suit pas les recommandations de Wikipédia : il faut le « wikifier ».
Les points d'amélioration suivants sont les cas les plus fréquents :
- Les titres sont pré-formatés par le logiciel. Ils ne sont ni en capitales, ni en gras.
- Le texte ne doit pas être écrit en capitales (les noms de famille non plus), ni en gras, ni en italique, ni en « petit »…
- Le gras n'est utilisé que pour surligner le titre de l'article dans l'introduction, une seule fois.
- L'italique est rarement utilisé : mots en langue étrangère, titres d'œuvres, noms de bateaux, etc.
- Les citations ne sont pas en italique mais en corps de texte normal. Elles sont entourées par des guillemets français : « et ».
- Les listes à puces sont à éviter, des paragraphes rédigés étant largement préférés. Les tableaux sont à réserver à la présentation de données structurées (résultats, etc.).
- Les appels de note de bas de page (petits chiffres en exposant, introduits par l'outil «  Source ») sont à placer entre la fin de phrase et le point final[comme ça].
- Les liens internes (vers d'autres articles de Wikipédia) sont à choisir avec parcimonie. Créez des liens vers des articles approfondissant le sujet. Les termes génériques sans rapport avec le sujet sont à éviter, ainsi que les répétitions de liens vers un même terme.
- Les liens externes sont à placer uniquement dans une section « Liens externes », à la fin de l'article. Ces liens sont à choisir avec parcimonie suivant les règles définies. Si un lien sert de source à l'article, son insertion dans le texte est à faire par les notes de bas de page.
- La présentation des références doit suivre les conventions bibliographiques. Il est recommandé d'utiliser les modèles {{Ouvrage}}, {{Chapitre}}, {{Article}}, {{Lien web}} et/ou {{Bibliographie}}. Le mode d'édition visuel peut mettre en forme automatiquement les références.
- Insérer une infobox (cadre d'informations à droite) n'est pas obligatoire pour parachever la mise en page.

Pour une aide détaillée, merci de consulter Aide:Wikification.
Si vous pensez que ces points ont été résolus, vous pouvez retirer ce bandeau et améliorer la mise en forme d'un autre article.
Cette liste recense les élèves du Centre de formation des journalistes dont la notoriété est avérée,.
La date de promotion correspond à celle d'obtention du diplôme et de sortie. Les non-diplômés sont signalés en italique.

## Liste
| Promotion | Nom                     | Activité notoire                                     |
| --------- | ----------------------- | ---------------------------------------------------- |
| 1949      | Armand Gatti            | Écrivain                                             |
| 1957      | Bernard Pivot           | Journaliste et écrivain                              |
| 1958      | Jean-Pierre Chapel      | Journaliste                                          |
| 1965      | Pierre Lescure          | Journaliste, cofondateur de Canal+                   |
| 1969      | Hervé Chabalier         | Producteur, fondateur de l'Agence CAPA               |
| 1970      | Jean-Philippe Béja      | Politologue, directeur de recherche au CNRS          |
| 1970      | Claude Fischler         | Sociologue, directeur de recherche au CNRS           |
| 1971      | Bernard Guetta          | Député européen                                      |
| 1971      | Paul Amar               | Journaliste                                          |
| 1974      | Pierre Haski            | Cofondateur de Rue89                                 |
| 1974      | Marc Esposito           | Journaliste et réalisateur                           |
| N/A       | Jacques Bugier          | Écrivain                                             |
| 1977      | Laurent Joffrin         | Ex-directeur de la rédaction de Libération           |
| 1978      | Érik Izraelewicz        | 8e directeur du journal Le Monde                     |
| 1980      | Corinne Perthuis        | Porte-parole de l'OIT                                |
| 1983      | Hervé Le Tellier        | Écrivain                                             |
| 1983      | Gilles Le Gendre        | Homme politique, ancien député                       |
| 1984      | Luc Le Vaillant         | Journaliste                                          |
| 1984      | Florence Aubenas        | Journaliste et écrivaine                             |
| 1984      | Valérie Nataf           | Ex-rédactrice en chef adjointe chez TF1              |
| 1984      | Vincent Giret           | Directeur de France Info                             |
| 1984      | Ruth Elkrief            | Animatrice de télévision                             |
| 1984      | Laurence Benaïm         | Journaliste et écrivaine                             |
| 1985      | Gilles de Maistre       | Journaliste, réalisateur et auteur                   |
| 1985      | Claude Askolovitch      | Ancien rédac. en chef du Journal du dimanche         |
| 1985      | Philippe Broussard      | Directeur adjoint de la rédaction du Monde           |
| 1985      | Clément Weill-Raynal    | Journaliste                                          |
| 1985      | Vincent Régnier         | Directeur des magazines d'information de M6          |
| 1985      | Roland Sicard           | Ancien rédacteur en chef de Télématin                |
| 1985      | Marc Epstein            | Journaliste et président de l'association La Chance  |
| 1986      | Gilles Bouleau          | Animateur de télévision                              |
| 1986      | Étienne Leenhardt       | Journaliste                                          |
| 1986      | Hervé Beroud            | Directeur général délégué d'Altice Média             |
| 1987      | Jean-Xavier de Lestrade | Réalisateur et ancien président de la SCAM           |
| 1987      | Christophe Boltanski    | Journaliste et écrivain                              |
| 1988      | Raphaëlle Bacqué        | Journaliste et grand reporter                        |
| 1988      | Gilles Verdez           | Chroniqueur                                          |
| 1988      | Laurence Serfaty        | Réalisatrice et journaliste                          |
| 1989      | Claude Sempère          | Journaliste et grand reporter                        |
| 1989      | Jeff Wittenberg         | Journaliste politique                                |
| 1989      | Caroline Monnot         | Journaliste                                          |
| 1989      | Fabrice Drouzy          | Journaliste et écrivain                              |
| 1990      | Christophe Ayad         | Journaliste                                          |
| 1990      | Natalie Nougayrède      | Ancienne directrice du Monde                         |
| 1990      | Philippe Borrel         | Réalisateur et journaliste                           |
| 1992      | Grégoire Margotton      | Journaliste sportif                                  |
| 1993      | Manon Loizeau           | Journaliste et réalisateur                           |
| 1993      | David André             | Réalisateur et scénariste                            |
| 1993      | Renaud Dély             | Journaliste et animateur de radio                    |
| 1995      | Stéphanie Lebrun        | Productrice et directrice du CFJ                     |
| 1995      | Jean-Bernard Schmidt    | Producteur, dir. de l'École W et dir. adjoint du CFJ |
| 1995      | Emmanuel Ostian         | Animateur de télévision et enseignant au CFJ         |
| 1996      | Benjamin Barthe         | Journaliste                                          |
| 1996      | Anne-Sophie Lapix       | Animatrice de télévision                             |
| 1996      | Nathalie Renoux         | Animatrice de télévision                             |
| 1998      | Matthieu Auzanneau      | Auteur et directeur du think tank The Shift Project  |
| 1999      | Audrey Crespo-Mara      | Animatrice de télévision                             |
| 2001      | Amaury Guibert          | Directeur adjoint de France 24                       |
| 2002      | François Ruffin         | Député, homme politique et documentariste            |
| 2002      | Clément Méric           | Animateur de télévision                              |
| 2002      | Delphine Saubaber       | Journaliste                                          |
| 2003      | Thibault Malandrin      | Journaliste et enseignant au CFPJ                    |
| 2003      | Armelle Le Goff         | Ancienne directrice de la rédaction de 20 Minutes    |
| 2004      | Alice Coffin            | Femme politique et cofondatrice de l'AJLGBT          |
| 2004      | Caroline Delage         | Journaliste                                          |
| 2005      | Lauren Bastide          | Animatrice de radio                                  |
| 2005      | Sonia Chironi           | Animatrice de radio et de télévision                 |
| 2005      | Franck Genauzeau        | Journaliste                                          |
| 2005      | Maxime Switek           | Animateur de radio et de télévision                  |
| 2005      | Anne Laffeter           | Ancienne directrice des études adjointe du CFJ       |
| 2006      | Wendy Bouchard          | Animatrice de télévision et de radio                 |
| 2006      | Abel Mestre             | Journaliste                                          |
| 2007      | Ophélie Wallaert        | Directrice du numérique de France Bleu               |
| 2007      | Cédric Molle-Laurençon  | Directeur des études adjoint du CFJ                  |
| 2007      | Delphine Veaudor        | Directrice des études adjointe du CFJ                |
| 2009      | Thomas Vampouille       | Directeur de la rédaction de Têtu                    |
| 2010      | Marie Kirschen          | Rédactrice en chef des Inrockuptibles                |
| 2011      | Lorrain Sénéchal        | Animateur de radio et de télévision                  |